# 小行星24484
小行星24484（24484 Chester）是一颗绕太阳运转的小行星，为主小行星带小行星。该小行星于2000年12月20日发现。

## 轨道参数
小行星24484的轨道半长轴为356 392 110 km，2.3823002 UA，离心率为0.085。